# Gare de Candia-Canavese
La gare de Candia-Canavese (en italien, Stazione di Candia Canavese) est une gare ferroviaire italienne de la ligne de Chivasso à Aoste, située sur le territoire de la commune de Candia Canavese, dans la province de Turin en région du Piémont. Elle dessert notamment le parc naturel du lac de Candia.
C'est une halte voyageurs de Rete ferroviaria italiana (RFI) desservie par des trains régionaux (R) Trenitalia.

## Situation ferroviaire
Établie à environ 263 mètres d'altitude, la gare de Candia-Canavese est située au point kilométrique (PK) 17,423 de la ligne de Chivasso à Aoste (section à voie unique électrifiée), entre les gares de Caluso et de Mercenasco.
Gare d'évitement, elle dispose d'une deuxième voie pour le croisement des trains.

## Service des voyageurs

### Accueil
Halte voyageurs RFI, classée bronze, c'est un point d'arrêt non géré (PANG) à accès libre. Elle a deux quais latéraux qui encadrent les deux voies.
La traversée des voies et l'accès aux quais s'effectuent par le passage à niveau routier de la route de Cascina Rossi.

### Desserte
Candia-Canavese est desservie par des trains régionaux (R) Trenitalia de la relation Novare (ou Chivasso) - Ivrée.

### Intermodalité
Le stationnement des véhicules est possible, mais limité, à proximité.